# Thomas Tottie
Thomas John Henry Tottie, född 3 juli 1930 i Vaxholm, död 4 december 2020 i Uppsala, var en svensk biblioteksman. Han var överbibliotekarie vid Karolinska institutets bibliotek 1977–1978 och vid Uppsala universitetsbibliotek 1978–1996.
Efter studentexamen i Stockholm utbildade sig Tottie till reservofficer i artilleriet. Han studerade humanistiska ämnen vid Stockholms högskola och avlade filosofie licentiatexamen i litteraturhistoria 1961.
I sitt första äktenskap (1959–1971) med docent Gunnel Tottie blev han far till konstnären Sophie Tottie. Ingick ett andra äktenskap med Marianne Sandels. Thomas Tottie är begravd på Uppsala gamla kyrkogård.